# Cannabis au Sri Lanka
 (janvier 2017).
Si vous disposez d'ouvrages ou d'articles de référence ou si vous connaissez des sites web de qualité traitant du thème abordé ici, merci de compléter l'article en donnant les références utiles à sa vérifiabilité et en les liant à la section « Notes et références ».
La consommation de cannabis au Sri Lanka est illégale, bien qu'elle soit d'usage fréquent dans la médecine ayurvédique traditionnelle.